# 长毛蟹蛛
长毛蟹蛛（学名：Heriaeus oblongus）为蟹蛛科毛蟹蛛属的动物。在中国大陆，分布于北京、内蒙古、山西、甘肃、黑龙江、湖北等地，主要栖息于树叶上。该物种的模式产地在北京。